# Bernard de Jussieu
Bernard de Jussieu (n. 17 august 1699, Lyon, Regatul Franței – d. 6 noiembrie 1777, Paris, Regatul Franței) a fost un renumit botanist, naturalist și medic francez, frate mai tânăr al lui Antoine de Jussieu și unchiul lui Antoine-Laurent. Abrevierea numelui său în cărți științifice este B.Juss..

## Biografie

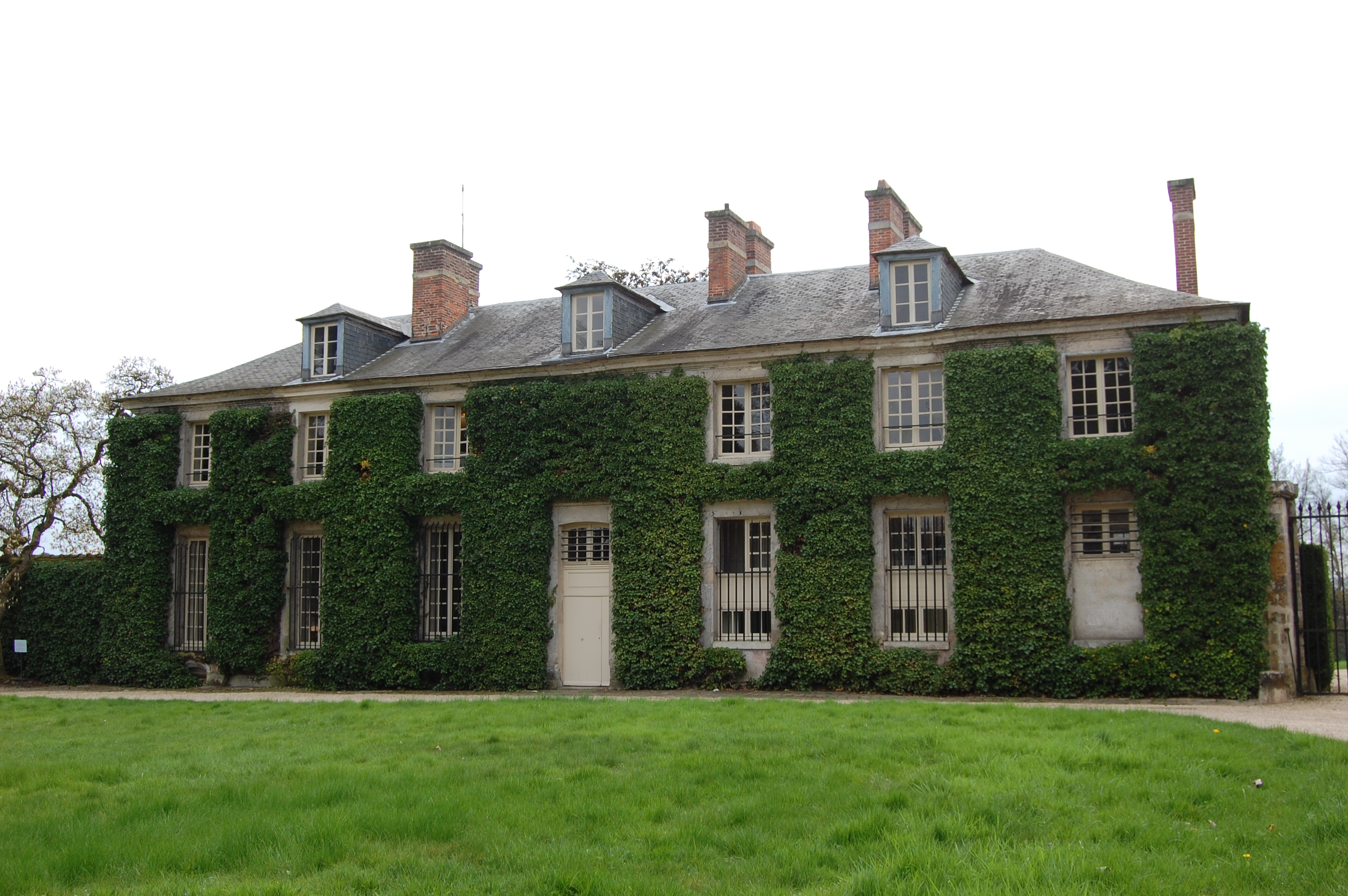
Fosta casă a lui Bernard de Jussieu aproape de Petit Trianon

Bernard, fiul medicului și propetarului unei farmacii Laurent de Jussieu (1651–1718) și a soției sale Lucie Cousin, a fost educat la colegiul iezuit din Lyon, până când a terminat studiul de retorică. În 1716, el a însoțit pe fratele său mai bătrân Antoine, medic și botanist, la excursii științifice pe Peninsula Iberică, dezvoltându-se în acest timp într-un botanist entuziast. Reîntors, a studiat medicina la Montpellier, obținând diploma în 1720, dar a practicat în această materie doar pentru o perioadă scurtă de timp, dedicându-se apoi plin botanicii. După ce din nou fratele Antoine l-a chemat, de astă dată la Paris, conform cererea cunoscutului botanist Sébastien Vaillant (n. 26 mai 1669 – d. 20 mai 1722), iar după moartea savantului a fost numit succesorul acestuia în calitate de profesor și demonstrator asistent la Jardin du Roi la Versailles,, dar a întreprins de asemenea excursii botanice în regiunea din jurul Parisului. În anul 1725, Jussieu a publicat o ediție revizuită și lărgită a lucrării lui Joseph Pitton de Tournefort, Histoire des plantes des environs de Paris. Datorită acestei publicații a fost numit membru în Academia Franceză de Științe și în 1727 membru străin al Royal Society. Multe persoane au studiat botanica sub îndrumarea lui, de exemplu faimosul chimist Antoine Lavoisier.
El a scris mai multearticole/documentări importante (1739-1742), între ele Examen de quelques Productions marines qui ont été mises au nombre des Plantes, qui sont l'ouvrage d'une sorte d'Insectes de Mer, privind clasificarea zoofitelor și organismelor maritime, pe o parte ca plante sau animale, pe alta în genuri, ce a dus  la un mare disput. Între altele a dovedit, înainte de Jean-André Peyssonnel, că speciile din familia Tubulariidae sunt animale (în: Mémoires de l'Académie des Sciences, 1742). Pentru a scrie contribuțiile, a vizitat coasta Normandiei de trei ori în 1741, studiind obiectele cu lupă și microscop. Mai departe, scientistul a despărțit balenele de încrengătură peștilor (pisces) și a așezat-o în rândul clasei mamiferelor (mammalia). În domeniul zoologiei, Jussieu a propus crearea de familii, cum ar fi clasele de viermi (Vermes) sau de crustacee (Crustacea).

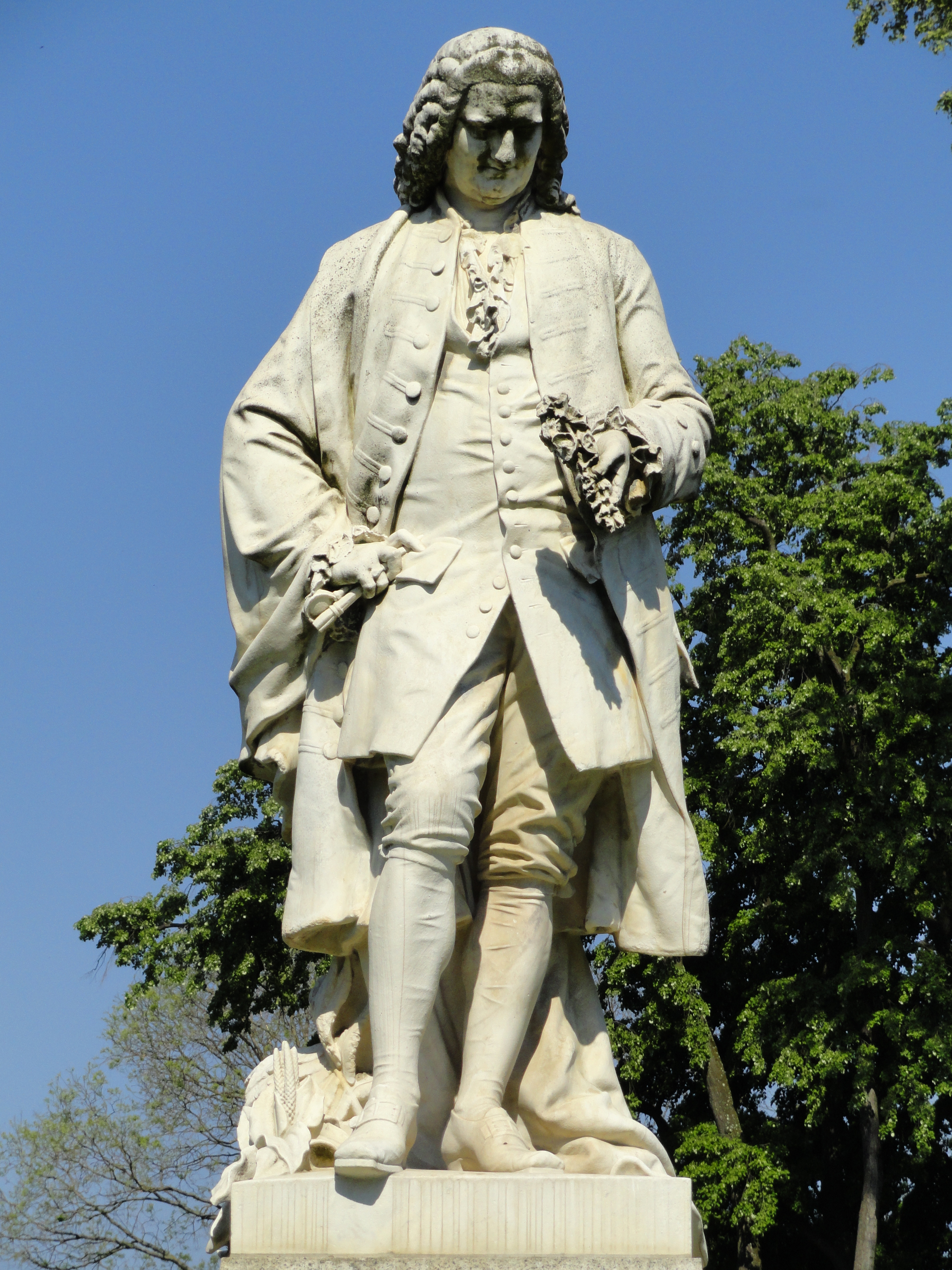
Bernard de Jussieu - Parc de la Tête d'Or - DSC05327

Bustul lui Bernard de Jussieu în grădina botanică din Lyon]]
În 1758, Ludovic al XV-lea al Franței l-a numit pe Jussieu director al grădinii regale de la Trianon lângă Paris, unde toate plantele cultivate în Franța urmau să fie crescute. Realizarea lui cea mai mare a fost sistemul după care a aranjat și catalogat plantele de acolo, denumit „sistemul natural de plante după Jussieu 1759” sau „sistemul Trianon”. Jussieu însuși nu a publicat nimic despre sistemul lui, și nici nu a oferit orice explicație despre aranjamentul sau fundamentul teoretic acestuia, de abia nepotul său Antoine Laurent (1748-1836) a preluat publicarea postum: Genurile nu sunt aranjate sistematic în grupuri cu o singură caracteristică, ci după luarea în considerare a tuturora, care, cu toate acestea, nefiind văzute de valoare egală. În comparație cu dezvoltarea actuală a sistemului natural, atât Carl Linné cât și Jussieu au oferit o încercare destul slabă privind clasificarea naturală a plantelor, dar aceste încercări au fost primele pe care se sprijină dezvoltarea lui până în prezent.

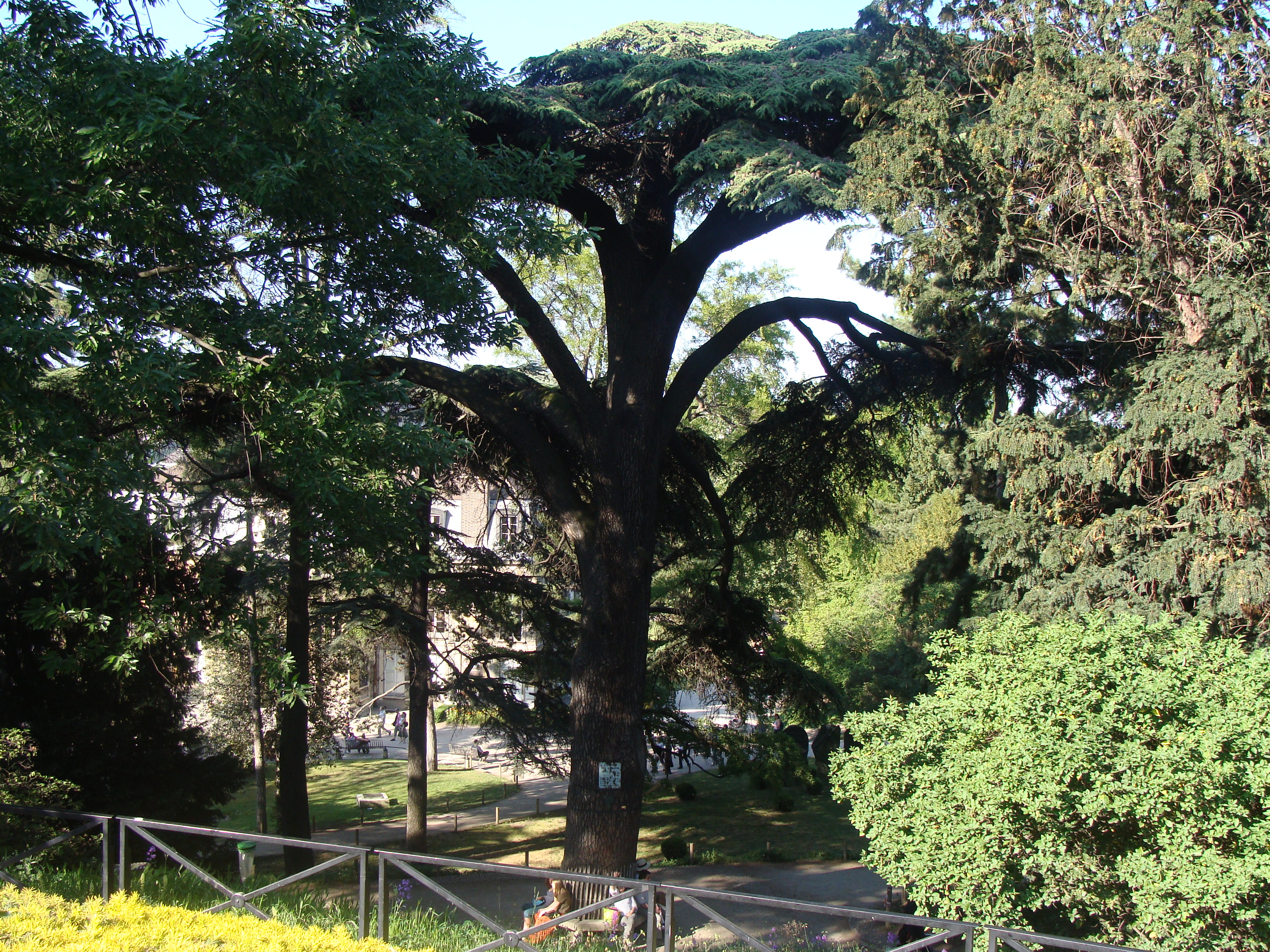
Cedrul lui Jussieu, Paris

Bernard de Jussieu este unul dintre cei care au contribuit cel mai mult la dezvoltarea Muzeului de Istorie Naturală din Paris. Acolo se poate admira în Jardin des Plantes (grădina de plante) un cedru din Liban, adus de marele savant într-o pălăria în 1734, fiind în prezent cel mai mare copac în parc.

## Publicații (selecție)
- De naturali secretione bilis in jecore, Editura H. Pech, Montpellier 1719
- Catalogue des arbres, et arbrisseau qui se peuvent élever en pleine terre aux environs de Paris, Editura J. Bullot, Paris 1735
- Examen des causes qui ont altéré l'eau de la Seine, pendant la sécheresse de l'année 1731, în: Histoire de l'Académie royale des sciences. Année 1733, Paris 1735, p. 351-360
- Histoire d'une Plante, connuë par les Botanistes sous le nom de Pilularia, în: Histoire de l'Académie royale des sciences. Année 1739, Paris 1741, p. 240-256
- Histoire du Lemma, în: Histoire de l'Académie royale des sciences. Année 1740', Paris 1742, p. 263-275
- Sur une espèce d'Ouate ou de matière cotonneuse trouvée au fond d'un Étang, în: Histoire de l'Académie royale des sciences. Année 1741, Paris 1744, p. 85-86
- Observation nouvelle sur les Fleurs d'une espèce de Plantain nommée par M. de Tournefort dans ses Élémens de Botanique, Plantago palustris gramineo folio monanthos Parisiensis, pag. 104, în: Histoire de l'Académie royale des sciences. Année 1742, Paris 1745, p. 131–138
- Examen de quelques Productions marines qui ont été mises au nombre des Plantes, & qui sont l'ouvrage d'une sorte d'Insectes de Mer, în: Histoire de l'Académie royale des sciences. Année 1742, Paris 1745, p. 290-302
- Dissertation sur le Papyrus, în: Mémoires de littérature tirés des registres de l'Académie royale des inscriptions et belles-lettres. Vol. 26, Paris 1759, p. 267-320,
- Observations sur les effets de l'eau de Luce contre la morsure des vipères et des serpene, în: Histoire de l'Académie royale des sciences. Année 1747, p. 54-56

## Onoruri

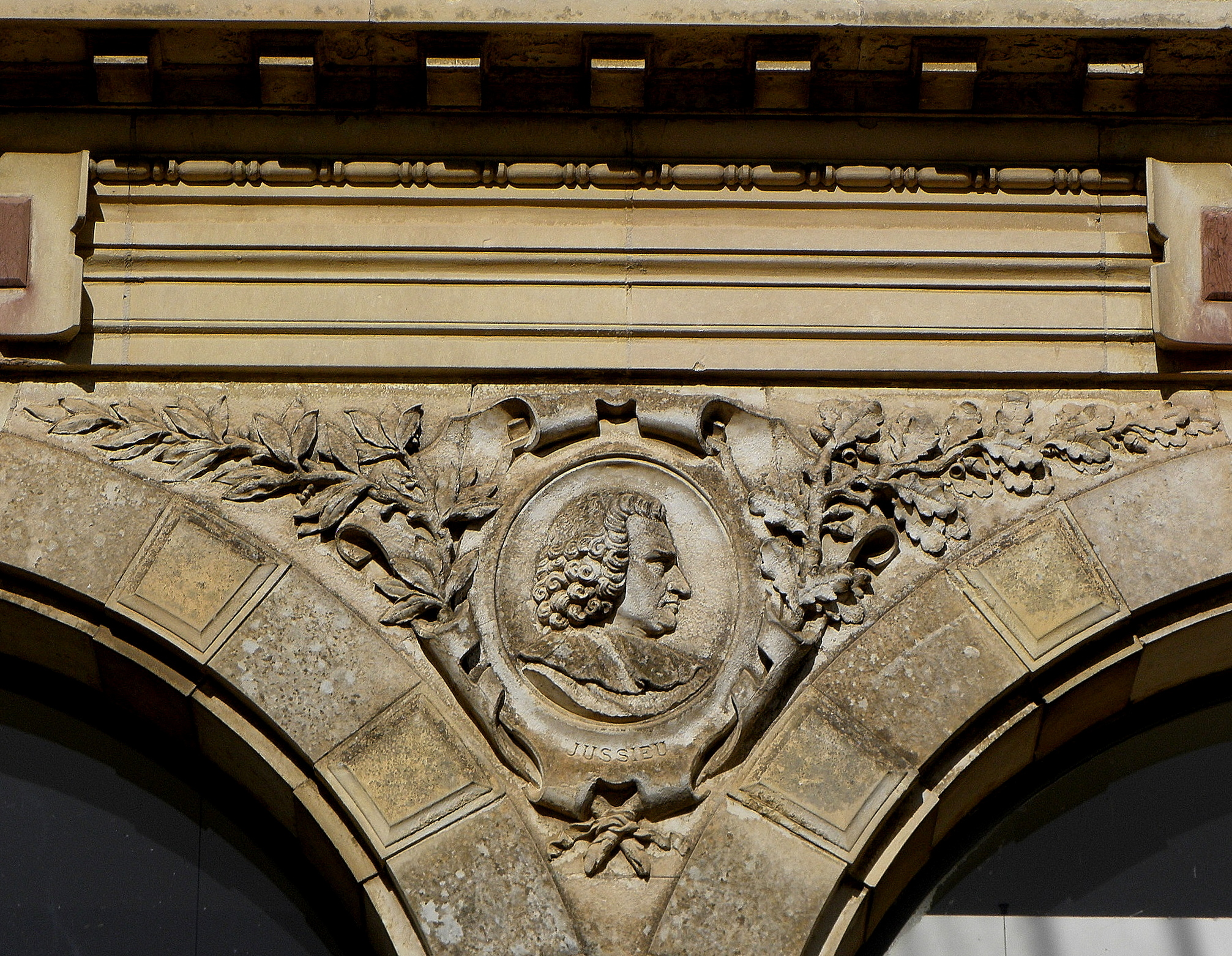
Relieful lui Jussieu, Rennes

Savantul a fost membru multor academii și societăți științifice, între altele:
- Membru al Academiei de științe a Institutului din Bologna
- Membru al Academiei de Științe din Berlin
- Membru al Academiei Franceze de Științe
- Membru de onoare străin al Academiei Ruse de Științe
- Membru străin al Academiei Regale Suedeze de Științe
- Fellow of the Royal Society
- Botanistul scoțian William Houstoun (1695-1733) a denumit în onoarea lui precum a fraților săi Antoine și Joseph (n. 3 septembrie 1704 – d. 11 aprilie 1779) un gen de plante Jussieva. Dar Carl von Linné l-a transferat la Jatropha, [15] amintind pentru aceasta la frații savanți cu genul Jussiaea  care face parte din familia Onograceæ și include aproximativ treizeci și șase de specii tropicale, mai ales din America de Sud.[16]
- Campus Universitaire de Jussieu, denumit astfel în onoarea familii renumite de botanici din secolele XVII-XIX, a fost instituit în 1951 și redeschis după renovare la 29 septembrie 2016 de către președintele Franței François Hollande. El este un campus de învățământ superior situat în arondismentul V din Paris, fiind complexul principal al Universității Pierre și Marie Curie Universitatea (Paris VI).[17][18]